# Kroppenstedt
Kroppenstedt ist eine Landstadt im Landkreis Börde in Sachsen-Anhalt. Sie ist Mitgliedsgemeinde der Verbandsgemeinde Westliche Börde.

## Geografie
Die kleine Stadt in der Magdeburger Börde liegt zwischen der Landeshauptstadt Magdeburg und dem Harz. Die nächstgelegenen Städte sind Oschersleben (Bode) 15 km nordwestlich, Halberstadt 20 km westlich und Quedlinburg 24 km südlich. Sie trägt den Beinamen Reithufenstadt.

## Geschichte
Erstmals wird Kroppenstedt am 25. Mai 934 in einer Urkunde erwähnt, mit der König Heinrich I. dem Grafen Siegfried im Schwabengau seine Besitzungen in Gröningen, Kroppenstedt und Ammendorf schenkt. Nach Siegfrieds Tod ging die Herrschaft über diese Gebiete an das Kloster Corvey in Höxter, unter der Bedingung, dass in Westgröningen ein Filialkloster gegründet würde. Später gingen Teile in den Besitz des Bistums Halberstadt über. Stadtrecht erhielt Kroppenstedt im Jahr 1253.
In der Nähe von Kroppenstedt gibt es vier Wüstungen: Nienstedt im Norden, Ammendorf im Osten, Wentlingen im Nordwesten und das später wieder besiedelte Dalldorf im Südwesten.

### Einwohnerentwicklung seit 1990
| Datum     | 3. Oktober 1990 | 1995 | 2000 | 2001 | 2002 | 2003 | 2004 | 2005 | 2006 |
| Einwohner | 1831            | 1788 | 1769 | 1751 | 1735 | 1708 | 1657 | 1624 | 1624 |

1995–2006: Stichtag jeweils am 31. Dezember des Jahres

## Politik

### Stadtrat
Nach der Kommunalwahl am 25. Mai 2014 setzt sich der Stadtrat folgendermaßen zusammen:

### Wappen
Das Wappen wurde am 10. August 1995 durch das Regierungspräsidium Magdeburg genehmigt.
Blasonierung: „In Blau auf silbernem rot gezäumten und gesattelten Roß der Heilige Martin (Sankt Martin) im goldenen Gewand, mit dem silbernen Schwert seinen roten Mantel für den vor ihm knienden Bettler teilend.“
Das Wappen von Kroppenstedt entstammt einem für das Jahr 1359 belegten Siegel mit der Umschrift „S. OPIDI IN CROPPENSTEDE“. Der heilige Martin als Symbol war der Schutzheilige der Kroppenstedter Stadtkirche. Wie es bei zahlreichen Städten und Gemeinden der Fall war, wurde ursprünglich christliche Motive im Siegel verwendet und später auf ein Wappen übertragen – auch ohne, dass hierzu eine staatliche Legitimation erteilt wurde.
Das Redesign des Wappens wurde vom Kommunalheraldiker Jörg Mantzsch gestaltet.

## Infrastruktur

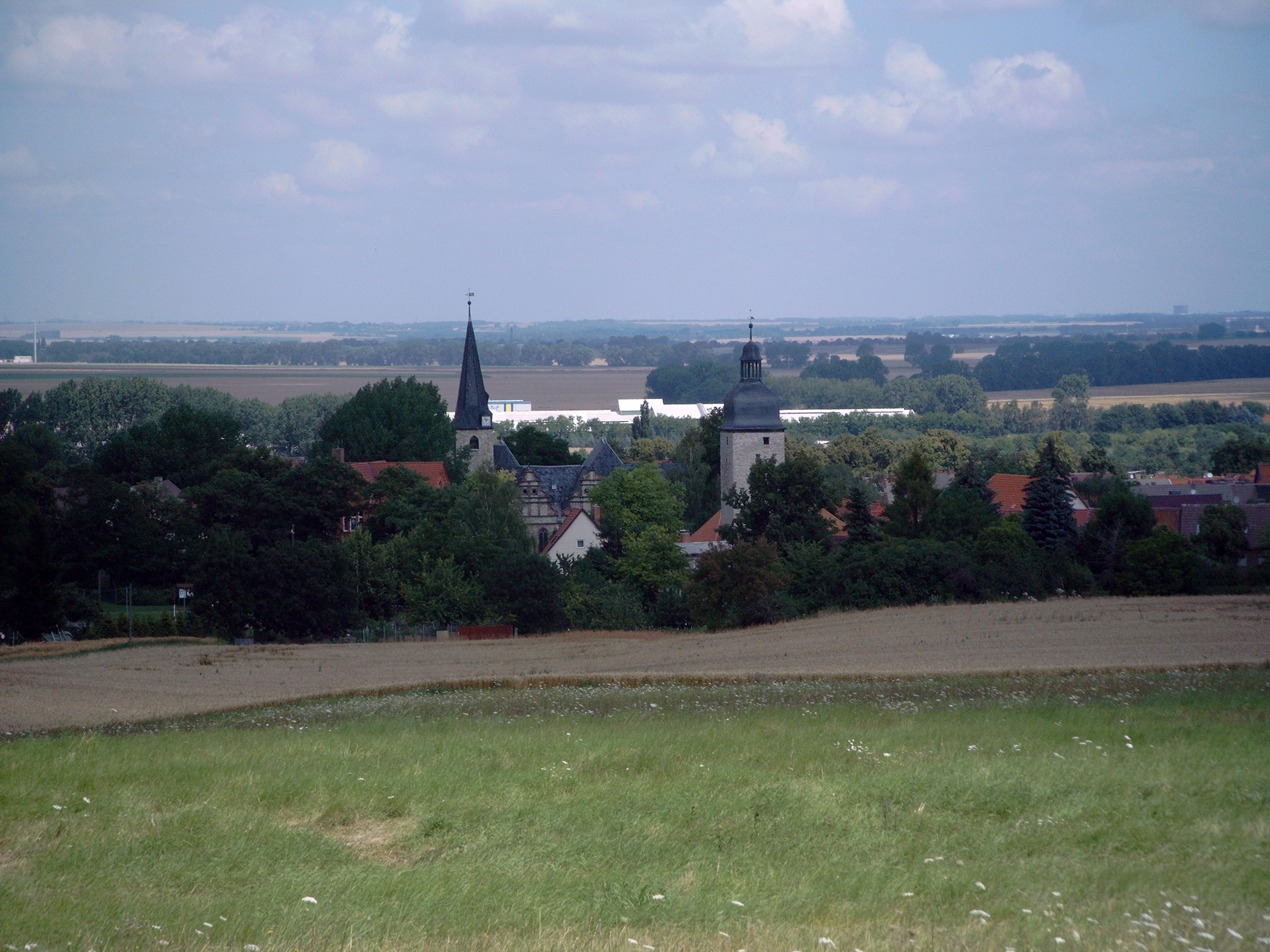
Kroppenstedt, von der Paulshöhe aus gesehen

Gegenwärtig führt noch die Bundesstraße 81 (Magdeburg–Halberstadt) durch Kroppenstedt, ebenso die Landesstraße 66. Ab dem 4. September 2007 wurde die Ortsumgehung Kroppenstedt der B 81 gebaut. Die Verkehrsfreigabe der Ortsumgehung Kroppenstedt im Zuge der B 81 erfolgte am 18. November 2008 um 15:30 Uhr symbolisch. Die Umleitung des Straßenverkehrs auf die neu gebaute Ortsumgehung erfolgte erst mit eintretender Helligkeit des 19. November, da Risiken infolge einer plötzlichen Änderung der Verkehrsführung bei einsetzender Dunkelheit zu befürchten waren. Die Verknüpfung der B 81neu
und der B 81alt am Knotenpunkt Kroppenstedt-Ost wurde dann bis zum 18. Dezember 2008 hergestellt.

## Kultur und Sehenswürdigkeiten

### Museen
In der ehemaligen Knabenschule aus dem 15. Jahrhundert befindet sich heute das Heimatmuseum der Stadt.

### Mehrgenerationenhaus
Das Mehrgenerationenhaus (MGH) ist eine Begegnungsstätte für Alt und Jung. Es befindet sich auf dem Turnplatz.

### Gedenkstätten
- Gedenkstein auf dem Ortsfriedhof für die drei örtlichen Opfer des Faschismus Max Kasperschinsky, Wilhelm Firse und Julius Freiberg, sowie elf KZ-Häftlinge eines Todesmarsches aus dem KZ Buchenwald, die im April 1945 von SS-Männern ermordet wurden
- Gedenkstein auf dem ehemaligen Jüdischen Friedhof auf dem Anger, der an die jüdischen Opfer der Shoa erinnert.

### Bauwerke
Besonders zu erwähnen sind:

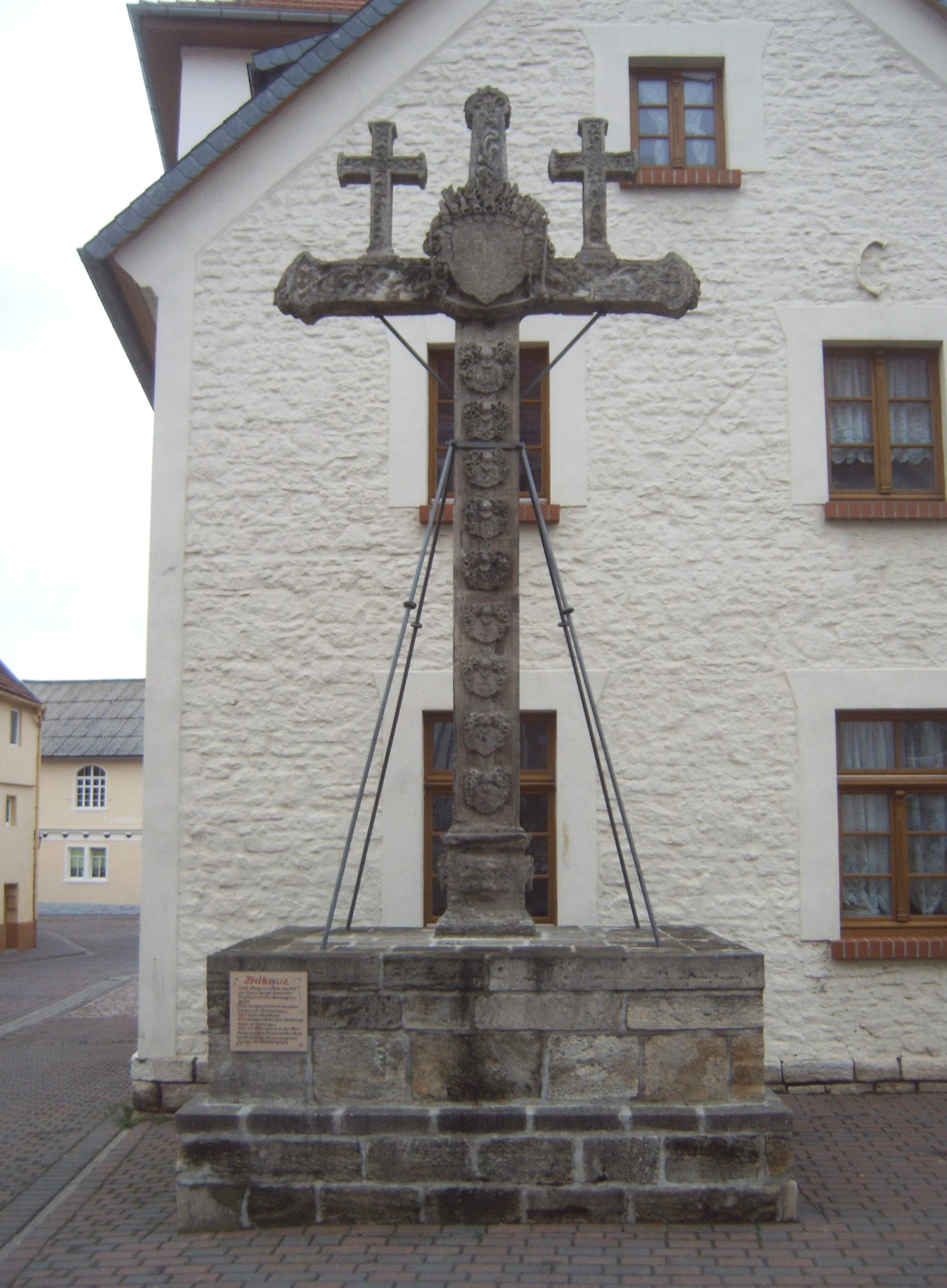
Freikreuz

- Das Freikreuz, ein barockes Sandsteinkreuz, das als Symbol der Städtefreiheit und Ort der Richtbarkeit in dieser Form einmalig ist.
- Die Sankt-Martin-Kirche, welche die Stilrichtungen Romanik (Turm), Gotik (Langhaus), Renaissance (Langhaus) und Barock (Altar) miteinander verbindet. Sie ist zudem mit einer von Esaias Compenius gebauten Orgel ausgestattet.
- Meilenstein (Kroppenstedt), nach 1835
- Die alte Schule, ein Gebäude aus dem 15. Jahrhundert, das heute als Heimatmuseum dient.
- Das Kroppenstedter Rathaus, dessen älteste Teile aus dem 16. Jahrhundert stammen.
- Die Stadtbefestigung aus dem 13. Jahrhundert mit dem Eulenturm, einem von ehemals drei Stadttortürmen und der teilweise sehr gut erhaltenen Doppelmauer mit insgesamt 4 Wehrtürmen.

Die Kulturdenkmale der Stadt sind im örtlichen Denkmalverzeichnis aufgeführt.

### Regelmäßige Veranstaltungen
In jedem Jahr findet am 3. Oktober das Freikreuzfest statt. Es handelt sich dabei um ein Volksfest mit mittelalterlichen Markt und Historischem Laienspiel.

### Persönlichkeiten
In Kroppenstedt wurden geboren:
- Ludolf von Kroppenstedt, von 1192 bis 1205 Erzbischof von Magdeburg
- Johannes Scharff (1595–1660), lutherischer Theologe und Philosoph
- Andreas Gravenhorst (1684–1727), evangelischer Theologe und Schulmann
- Israel Christian Gronau (1714–1745), Theologe, lutherischer Pfarradjunkt und USA-Emigrant
- Georg (Jürgen) Ackermann, (Mitte 17. Jhd.), Zeitzeuge der Einäscherung Magdeburgs und Richter und Bürgermeister v. Kroppenstedt
- Johann Friedrich Dammas (1772–1850), Kantor, Musik- und Gesangslehrer
- Georg Müller (1805–1898), Waisenhausleiter
- Gustav Könnecke (1845–1920), Archivar und Literaturhistoriker

Der Naturforscher Eduard Nehse (1793–?) betrieb in Kroppenstedt zeitweise den Schumannschen Gasthof. Georg Ackermann (1603–1680) war ab etwa 1658 Bürgermeister Kroppenstedts.

## Verkehr
Kroppenstedt hatte einen Bahnhof an der stillgelegten Bahnstrecke Aschersleben–Nienhagen.